# Serie A 2015-2016 (rugby a 15)
La serie A1 2015-16 fu l'82º campionato di seconda divisione di rugby a 15 in Italia.
Si tenne dal 18 ottobre 2015 al 22 maggio 2016 tra 24 squadre ripartite in prima fase su 3 gironi geografici e in seconda fase su due poule di merito con play-off finali per la promozione.
A vincere il torneo fu Reggio Emilia: la formazione rossonera tornò in prima divisione dopo due anni d'assenza; a essere sconfitto fu il Pro Recco, alla sua terza sconfitta consecutiva in finale.
A retrocedere in serie B furono, altresì, CUS Perugia, CUS Roma, CUS Torino e Paese.

## Squadre partecipanti

### Girone 1
| Club            | Sponsor              | Città   | Impianto interno         |
| --------------- | -------------------- | ------- | ------------------------ |
| Accademia FIR   |                      | Parma   | Stadio Sergio Lanfranchi |
| Brescia         | UBI Banco di Brescia | Brescia | Stadio Invernici         |
| CUS Genova      | Eridania             | Genova  | Stadio Carlini           |
| Rugby Milano    | BPM ed Edison        | Milano  | Stadio Giuriati          |
| Cavalieri Union | Metaltermo           | Prato   | Stadio Chersoni          |
| Pro Recco       | Aircom / Tossini     | Recco   | Stadio Androne           |

### Girone 2
| Club          | Sponsor             | Città                 | Impianto interno         |
| ------------- | ------------------- | --------------------- | ------------------------ |
| Colorno       | HBS Oleoidraulica   | Colorno               | Stadio Pavesi            |
| CUS Torino    |                     | Grugliasco            | Campo Albionico          |
| CUS Verona    | Franklin & Marshall | Verona                | C.S. Gavagnin-Nocini     |
| Lumezzane     | Patarò Gnocchi      | Lumezzane             | C.S. Rossaghe            |
| Reggio Emilia | Conad               | Reggio Emilia         | Stadio Crocetta Canalina |
| Valpolicella  | Infracom            | San Pietro in Cariano | Campo sportivo comunale  |

### Girone 3
| Club      | Sponsor                   | Città           | Impianto interno       |
| --------- | ------------------------- | --------------- | ---------------------- |
| Casale    | Outlet DoPla              | Casale sul Sile | Stadio Eugenio         |
| Paese     | Gruppo Padana             | Paese           | Stadio Visentin        |
| Tarvisium | Volteco                   | Treviso         | Campo San Paolo        |
| Udine     | Banca Popolare FriulAdria | Udine           | Stadio Gerli           |
| Valsugana |                           | Padova          | Impianti di Altichiero |
| Vicenza   | Banca Popolare di Vicenza | Vicenza         | Rugby Arena            |

### Girone 4
| Club        | Sponsor                      | Città             | Impianto interno         |
| ----------- | ---------------------------- | ----------------- | ------------------------ |
| Capitolina  | Roma Gas & Power             | Roma              | Campo dell'Unione        |
| CUS Perugia | Barton Tecnologie Innovative | Perugia           | Pian di Massiano         |
| CUS Roma    |                              | Roma              | Stadio Tor di Quinto     |
| Gran Sasso  | Campo Felice Sport Invernali | Villa Sant'Angelo | Centro sportivo comunale |
| I Medicei   | Toscana Aeroporti            | Firenze           | Stadio Lodigiani         |
| Primavera   |                              | Roma              | C.S. Giulio Onesti       |

## Formula
Il campionato si svolse in due fasi a gironi e una a play-off secondo lo schema seguente:
- Prima fase a gironi. Le 24 squadre furono ripartite in 4 gironi da 6 squadre ciascuno secondo criteri di prossimità geografica. In tale fase le squadre si incontrarono, in ogni girone, con la formula all'italiana in partita di andata e ritorno.
- Seconda fase a gironi. Le migliori tre classificate di ogni girone andarono a formare la poule promozione, le ultime tre la poule retrocessione; entrambe le poule furono suddivise in due gironi da sei squadre ciascuno.
  - Pool promozione: la pool 1 fu composta dalle prime tre classificate dei gironi 1 e 4, la pool 2 dalle prime tre classificate dei gironi 2 e 3.
  - Pool retrocessione: la pool 1 fu composta dalle ultime tre classificate dei gironi 1 e 4, la pool 2 dalle ultime tre classificate dei gironi 2 e 3. Le ultime due squadre di ciascuno di detti due gironi retrocedettero in serie B.
- Fase a play-off. Le prime due classificate dei gironi A e B della poule promozione accedettero ai play-off promozione: in semifinale la prima classificata di ciascuno dei due gironi incontrò in gara doppia la seconda del girone opposto, con gara di andata in casa della squadra seconda classificata. Le vincenti delle due semifinali disputarono la finale per il titolo di campione d'Italia di serie A e la promozione in Eccellenza 2015-16[3].

## Prima fase

### Girone 1
| 18-10-2015 | 1ª/6ª giornata             | 22-11-2015 |
| ---------- | -------------------------- | ---------- |
| 12-12      | CUS Genova — Pro Recco     | 23-24      |
| 15-41      | Milano — Accademia FIR     | 17-19      |
| 3-5        | Prato Sesto — Brescia      | 36-14      |
|            |                            |            |
| 8-11-2015  | 4ª/9ª giornata             | 20-12-2015 |
| 18-14      | Brescia — Pro Recco        | 16-22      |
| 23-15      | CUS Genova — Accademia FIR | 5-57       |
| 26-19      | Prato Sesto — Milano       | 29-21      |

| 25-10-2015 | 2ª/7ª giornata              | 6-12-2015 |
| ---------- | --------------------------- | --------- |
| 33-10      | Accademia FIR — Prato Sesto | 12-14     |
| 27-14      | Brescia — CUS Genova        | 13-13     |
| 41-12      | Pro Recco — Milano          | 10-25     |
|            |                             |           |
| 15-11-2015 | 5ª/10ª giornata             | 17-1-2016 |
| 8-11       | Accademia FIR — Brescia     | 17-11     |
| 9-25       | Milano — CUS Genova         | 30-42     |
| 46-5       | Pro Recco — Prato Sesto     | 20-3      |

| 1-11-2015 | 3ª/8ª giornata            | 13-12-2015 |
| --------- | ------------------------- | ---------- |
| 8-24      | Milano — Brescia          | 14-29      |
| 22-18     | Prato Sesto — CUS Genova  | 21-20      |
| 40-21     | Pro Recco — Accademia FIR | 20-52      |

#### Classifica
|  |    | Squadra         | G  | V | N | P | PF  | PS  | P±   | B | Pt |
|  | -- | --------------- | -- | - | - | - | --- | --- | ---- | - | -- |
|  | 1. | Accademia FIR   | 10 | 6 | 0 | 4 | 275 | 166 | 109  | 6 | 30 |
|  | 2. | Brescia         | 10 | 6 | 1 | 3 | 168 | 149 | 19   | 4 | 30 |
|  | 3. | Pro Recco       | 10 | 6 | 1 | 3 | 249 | 187 | 62   | 3 | 29 |
|  | 4. | Cavalieri Union | 10 | 6 | 0 | 4 | 169 | 208 | −39  | 4 | 28 |
|  | 5. | CUS Genova      | 10 | 3 | 2 | 5 | 195 | 230 | −35  | 4 | 20 |
|  | 6. | Rugby Milano    | 10 | 1 | 0 | 9 | 170 | 286 | −116 | 3 | 7  |

### Girone 2
| 18-10-2015 | 1ª/6ª giornata             | 22-11-2015 |
| ---------- | -------------------------- | ---------- |
| 21-3       | Valpolicella — Lumezzane   | 12-27      |
| 26-13      | Reggio Emilia — Colorno    | 29-31      |
| 22-24      | CUS Torino — CUS Verona    | 0-22       |
|            |                            |            |
| 8-11-2015  | 4ª/9ª giornata             | 20-12-2015 |
| 25-15      | Lumezzane — CUS Verona     | 17-29      |
| 9-28       | Valpolicella — Colorno     | 43-8       |
| 60-5       | Reggio Emilia — CUS Torino | 17-64      |

| 25-10-2015 | 2ª/7ª giornata             | 6-12-2015 |
| ---------- | -------------------------- | --------- |
| 16-43      | Lumezzane — Reggio Emilia  | 3-56      |
| 64-22      | Colorno — CUS Torino       | 0-71      |
| 20-8       | CUS Verona — Valpolicella  | 15-10     |
|            |                            |           |
| 15-11-2015 | 5ª/10ª giornata            | 17-1-2016 |
| 39-17      | Colorno — Lumezzane        | 27-26     |
| 10-36      | CUS Torino — Valpolicella  | 12-33     |
| 5-31       | CUS Verona — Reggio Emilia | 17-35     |

| 1-11-2015 | 3ª/8ª giornata               | 13-12-2015 |
| --------- | ---------------------------- | ---------- |
| 10-30     | CUS Torino — Lumezzane       | 7-54       |
| 39-12     | Colorno — CUS Verona         | 14-13      |
| 16-27     | Valpolicella — Reggio Emilia | 3-52       |

#### Classifica
|  |    | Squadra       | G  | V | N | P  | PF  | PS  | P±   | B | Pt |
|  | -- | ------------- | -- | - | - | -- | --- | --- | ---- | - | -- |
|  | 1. | Reggio Emilia | 10 | 9 | 0 | 1  | 423 | 126 | 297  | 9 | 45 |
|  | 2. | Colorno       | 10 | 9 | 0 | 1  | 369 | 162 | 207  | 7 | 43 |
|  | 3. | CUS Verona    | 10 | 5 | 0 | 5  | 172 | 201 | −29  | 3 | 23 |
|  | 4. | Lumezzane     | 10 | 4 | 0 | 6  | 218 | 259 | −41  | 5 | 21 |
|  | 5. | Valpolicella  | 10 | 3 | 0 | 7  | 156 | 237 | −81  | 3 | 15 |
|  | 6. | CUS Torino    | 10 | 0 | 0 | 10 | 105 | 458 | −353 | 1 | 1  |

### Girone 3
| 18-10-2015 | 1ª/6ª giornata      | 22-11-2015 |
| ---------- | ------------------- | ---------- |
| 32-9       | Valsugana — Paese   | 17-6       |
| 14-28      | Udine — Tarvisium   | 9-13       |
| 42-16      | Casale — Vicenza    | 15-19      |
|            |                     |            |
| 8-11-2015  | 4ª/9ª giornata      | 20-12-2015 |
| 26-26      | Casale — Valsugana  | 22-13      |
| 68-28      | Udine — Paese       | 15-16      |
| 15-15      | Vicenza — Tarvisium | 21-16      |

| 25-10-2015 | 2ª/7ª giornata        | 6-12-2015 |
| ---------- | --------------------- | --------- |
| 26-17      | Tarvisium — Valsugana | 20-20     |
| 28-3       | Vicenza — Udine       | 12-19     |
| 3-18       | Paese — Casale        | 12-28     |
|            |                       |           |
| 15-11-2015 | 5ª/10ª giornata       | 17-1-2016 |
| 13-21      | Valsugana — Udine     | 7-35      |
| 33-11      | Tarvisium — Casale    | 21-24     |
| 28-35      | Paese — Vicenza       | 12-48     |

| 1-11-2015 | 3ª/8ª giornata      | 13-12-2015 |
| --------- | ------------------- | ---------- |
| 14-31     | Valsugana — Vicenza | 12-13      |
| 37-27     | Udine — Casale      | 26-30      |
| 11-28     | Paese — Tarvisium   | 34-39      |

#### Classifica
|  |    | Squadra   | G  | V | N | P | PF  | PS  | P±   | B | Pt |
|  | -- | --------- | -- | - | - | - | --- | --- | ---- | - | -- |
|  | 1. | Tarvisium | 10 | 6 | 2 | 2 | 239 | 176 | 63   | 4 | 32 |
|  | 2. | Vicenza   | 10 | 6 | 1 | 3 | 234 | 179 | 55   | 6 | 32 |
|  | 3. | Casale    | 10 | 7 | 1 | 2 | 246 | 202 | 44   | 2 | 32 |
|  | 4. | Udine     | 10 | 5 | 0 | 5 | 247 | 202 | 45   | 6 | 26 |
|  | 5. | Valsugana | 10 | 2 | 2 | 6 | 171 | 209 | −38  | 4 | 16 |
|  | 6. | Paese     | 10 | 1 | 0 | 9 | 159 | 328 | −169 | 5 | 9  |

### Girone 4
| 18-10-2015 | 1ª/6ª giornata           | 22-11-2015 |
| ---------- | ------------------------ | ---------- |
| 18-12      | CUS Perugia — Gran Sasso | 5-27       |
| 15-31      | CUS Roma — I Medicei     | 0-35       |
| 31-45      | Primavera — Capitolina   | 26-26      |
|            |                          |            |
| 8-11-2015  | 4ª/9ª giornata           | 20-12-2015 |
| 18-19      | Gran Sasso — Capitolina  | 13-12      |
| 29-26      | CUS Perugia — I Medicei  | 12-20      |
| 18-24      | CUS Roma — Primavera     | 17-29      |

| 25-10-2015 | 2ª/7ª giornata           | 6-12-2015 |
| ---------- | ------------------------ | --------- |
| 36-12      | Gran Sasso — CUS Roma    | 20-12     |
| 20-15      | I Medicei — Primavera    | 10-12     |
| 32-10      | Capitolina — CUS Perugia | 25-9      |
|            |                          |           |
| 15-11-2015 | 5ª/10ª giornata          | 17-1-2016 |
| 16-7       | I Medicei — Gran Sasso   | 17-22     |
| 34-12      | Capitolina — CUS Roma    | 28-19     |
| 33-3       | Primavera — CUS Perugia  | 29-5      |

| 1-11-2015 | 3ª/8ª giornata         | 13-12-2015 |
| --------- | ---------------------- | ---------- |
| 20-10     | Primavera — Gran Sasso | 3-38       |
| 20-15     | Capitolina — I Medicei | 10-26      |
| 29-28     | CUS Roma — CUS Perugia | 21-21      |

#### Classifica
|  |    | Squadra     | G  | V | N | P | PF  | PS  | P±   | B | Pt |
|  | -- | ----------- | -- | - | - | - | --- | --- | ---- | - | -- |
|  | 1. | Capitolina  | 10 | 7 | 1 | 2 | 251 | 179 | 72   | 7 | 37 |
|  | 2. | I Medicei   | 10 | 6 | 0 | 4 | 216 | 142 | 74   | 8 | 32 |
|  | 3. | Gran Sasso  | 10 | 6 | 0 | 4 | 203 | 134 | 69   | 7 | 31 |
|  | 4. | Primavera   | 10 | 5 | 1 | 4 | 193 | 195 | −2   | 0 | 22 |
|  | 5. | CUS Perugia | 10 | 2 | 1 | 7 | 158 | 257 | −99  | 2 | 12 |
|  | 6. | CUS Roma    | 10 | 2 | 1 | 7 | 140 | 254 | −114 | 1 | 11 |

## Seconda fase

### Pool retrocessione 1
| 24-1-2016 | 1ª/6ª giornata          | 20-3-2016 |
| --------- | ----------------------- | --------- |
| 25-12     | Milano — Prato Sesto    | 12-14     |
| 27-26     | CUS Perugia — CUS Roma  | 10-25     |
| 9-0       | Primavera — CUS Genova  | 3-32      |
|           |                         |           |
| 6-3-2016  | 4ª/9ª giornata          | 17-4-2016 |
| 26-23     | CUS Perugia — Milano    | 0-27      |
| 18-10     | Primavera — Prato Sesto | 7-20      |
| 8-25      | CUS Roma — CUS Genova   | 16-22     |

| 31-1-2016 | 2ª/7ª giornata            | 3-4-2016  |
| --------- | ------------------------- | --------- |
| 12-24     | CUS Roma — Primavera      | 38-13     |
| 14-7      | Prato Sesto — CUS Perugia | 23-3      |
| 25-17     | CUS Genova — Milano       | 17-13     |
|           |                           |           |
| 13-3-2016 | 5ª/10ª giornata           | 24-4-2016 |
| 24-19     | Prato Sesto — CUS Roma    | 12-28     |
| 16-16     | Milano — Primavera        | 13-31     |
| 31-3      | CUS Genova — CUS Perugia  | 10-21     |

| 21-2-2016 | 3ª/8ª giornata           | 10-4-2016 |
| --------- | ------------------------ | --------- |
| 18-22     | CUS Perugia — Primavera  | 25-21     |
| 13-11     | Milano — CUS Roma        | 27-20     |
| 8-25      | Prato Sesto — CUS Genova | 27-13     |

#### Classifica
|  |    | Squadra         | G  | V | N | P | PF  | PS  | P±  | B | Pt |
|  | -- | --------------- | -- | - | - | - | --- | --- | --- | - | -- |
|  | 1. | CUS Genova      | 10 | 7 | 0 | 3 | 200 | 125 | 75  | 3 | 31 |
|  | 2. | Cavalieri Union | 10 | 6 | 0 | 4 | 164 | 157 | 7   | 0 | 24 |
|  | 3. | Primavera       | 10 | 5 | 1 | 4 | 164 | 184 | −20 | 1 | 23 |
|  | 4. | Rugby Milano    | 10 | 4 | 1 | 5 | 186 | 172 | 14  | 4 | 22 |
|  | 5. | CUS Roma        | 10 | 3 | 0 | 7 | 203 | 197 | 6   | 8 | 20 |
|  | 6. | CUS Perugia     | 10 | 4 | 0 | 6 | 140 | 222 | −82 | 3 | 19 |

### Pool retrocessione 2
| 24-1-2016 | 1ª/6ª giornata            | 20-3-2016 |
| --------- | ------------------------- | --------- |
| 10-14     | Valpolicella — Valsugana  | 12-11     |
| 22-10     | Paese — Lumezzane         | 12-55     |
| 24-42     | CUS Torino — Udine        | 22-29     |
|           |                           |           |
| 6-3-2016  | 4ª/9ª giornata            | 17-4-2016 |
| 16-9      | Valsugana — Lumezzane     | 21-20     |
| 13-23     | Valpolicella — CUS Torino | 17-23     |
| 23-19     | Paese — Udine             | 17-34     |

| 31-1-2016 | 2ª/7ª giornata           | 3-4-2016  |
| --------- | ------------------------ | --------- |
| 34-12     | Lumezzane — CUS Torino   | 22-23     |
| 22-15     | Valsugana — Paese        | 28-24     |
| 10-12     | Udine — Valpolicella     | 24-26     |
|           |                          |           |
| 13-3-2016 | 5ª/10ª giornata          | 24-4-2016 |
| 13-10     | CUS Torino — Paese       | 14-8      |
| 31-14     | Lumezzane — Valpolicella | 12-22     |
| 27-12     | Udine — Valsugana        | 18-19     |

| 21-2-2016 | 3ª/8ª giornata         | 10-4-2016 |
| --------- | ---------------------- | --------- |
| 13-17     | Paese — Valpolicella   | 10-29     |
| 30-10     | CUS Torino — Valsugana | 23-30     |
| 33-10     | Udine — Lumezzane      | 15-21     |

#### Classifica
|  |    | Squadra      | G  | V | N | P | PF  | PS  | P±  | B  | Pt |
|  | -- | ------------ | -- | - | - | - | --- | --- | --- | -- | -- |
|  | 1. | Valsugana    | 10 | 7 | 0 | 3 | 183 | 188 | −5  | 3  | 31 |
|  | 2. | Udine        | 10 | 5 | 0 | 5 | 251 | 186 | 65  | 10 | 30 |
|  | 3. | Valpolicella | 10 | 6 | 0 | 4 | 172 | 171 | 1   | 3  | 27 |
|  | 4. | Lumezzane    | 10 | 5 | 0 | 5 | 222 | 167 | 55  | 5  | 25 |
|  | 5. | CUS Torino   | 10 | 5 | 0 | 5 | 184 | 213 | −29 | 4  | 24 |
|  | 6. | Paese        | 10 | 2 | 0 | 8 | 154 | 241 | −87 | 5  | 13 |

### Pool promozione 1
| 24-1-2016 | 1ª/6ª giornata             | 20-3-2016 |
| --------- | -------------------------- | --------- |
| 24-12     | I Medicei — Accademia FIR  | 18-34     |
| 30-15     | Capitolina — Gran Sasso    | 13-14     |
| 30-19     | Pro Recco — Brescia        | 15-32     |
|           |                            |           |
| 6-3-2016  | 4ª/9ª giornata             | 17-4-2016 |
| 45-0      | Accademia FIR — Gran Sasso | 29-27     |
| 18-19     | I Medicei — Pro Recco      | 19-31     |
| 10-7      | Capitolina — Brescia       | 46-7      |

| 31-1-2016 | 2ª/7ª giornata             | 3-4-2016  |
| --------- | -------------------------- | --------- |
| 21-36     | Gran Sasso — Pro Recco     | 12-41     |
| 25-27     | Accademia FIR — Capitolina | 15-12     |
| 20-25     | Brescia — I Medicei        | 0-39      |
|           |                            |           |
| 13-3-2016 | 5ª/10ª giornata            | 24-4-2016 |
| 45-24     | Pro Recco — Capitolina     | 31-31     |
| 27-33     | Gran Sasso — I Medicei     | 8-36      |
| 14-39     | Brescia — Accademia FIR    | 7-84      |

| 21-2-2016 | 3ª/8ª giornata            | 10-4-2016 |
| --------- | ------------------------- | --------- |
| 13-10     | Capitolina — I Medicei    | 17-8      |
| 47-13     | Pro Recco — Accademia FIR | 21-29     |
| 10-17     | Gran Sasso — Brescia      | 29-44     |

#### Classifica
|  |    | Squadra       | G  | V | N | P | PF  | PS  | P±   | B | Pt |
|  | -- | ------------- | -- | - | - | - | --- | --- | ---- | - | -- |
|  | 1. | Pro Recco     | 10 | 7 | 1 | 2 | 316 | 218 | 98   | 7 | 37 |
|  | 2. | Accademia FIR | 10 | 7 | 0 | 3 | 325 | 197 | 128  | 7 | 35 |
|  | 3. | Capitolina    | 10 | 6 | 1 | 3 | 223 | 177 | 46   | 6 | 32 |
|  | 4. | I Medicei     | 10 | 5 | 0 | 5 | 230 | 181 | 49   | 5 | 25 |
|  | 5. | Brescia       | 10 | 3 | 0 | 7 | 167 | 321 | −154 | 4 | 16 |
|  | 6. | Gran Sasso    | 10 | 1 | 0 | 9 | 157 | 324 | −167 | 3 | 7  |

### Pool promozione 2
| 24-1-2016 | 1ª/6ª giornata            | 20-3-2016 |
| --------- | ------------------------- | --------- |
| 9-23      | Vicenza — Colorno         | 10-49     |
| 31-11     | Casale — CUS Verona       | 27-25     |
| 32-3      | Reggio Emilia — Tarvisium | 40-19     |
|           |                           |           |
| 6-3-2016  | 4ª/9ª giornata            | 17-4-2016 |
| 57-10     | Colorno — CUS Verona      | 25-7      |
| 15-34     | Vicenza — Reggio Emilia   | 12-52     |
| 27-3      | Casale — Tarvisium        | 17-22     |

| 31-1-2016 | 2ª/7ª giornata             | 3-4-2016  |
| --------- | -------------------------- | --------- |
| 7-10      | CUS Verona — Reggio Emilia | 15-36     |
| 36-7      | Colorno — Casale           | 26-19     |
| 31-8      | Tarvisium — Vicenza        | 19-23     |
|           |                            |           |
| 13-3-2016 | 5ª/10ª giornata            | 24-4-2016 |
| 39-8      | Reggio Emilia — Casale     | 27-7      |
| 25-18     | CUS Verona — Vicenza       | 21-17     |
| 26-18     | Tarvisium — Colorno        | 14-41     |

| 21-2-2016 | 3ª/8ª giornata          | 10-4-2016 |
| --------- | ----------------------- | --------- |
| 37-17     | Casale — Vicenza        | 17-8      |
| 21-13     | Reggio Emilia — Colorno | 24-28     |
| 9-24      | CUS Verona — Tarvisium  | 27-21     |

#### Classifica
|  |    | Squadra       | G  | V | N | P | PF  | PS  | P±   | B | Pt |
|  | -- | ------------- | -- | - | - | - | --- | --- | ---- | - | -- |
|  | 1. | Reggio Emilia | 10 | 9 | 0 | 1 | 315 | 127 | 188  | 8 | 44 |
|  | 2. | Colorno       | 10 | 8 | 0 | 2 | 316 | 147 | 169  | 4 | 36 |
|  | 3. | Casale        | 10 | 5 | 0 | 5 | 197 | 214 | −17  | 4 | 24 |
|  | 4. | Tarvisium     | 10 | 4 | 0 | 6 | 182 | 242 | −60  | 3 | 19 |
|  | 5. | CUS Verona    | 10 | 3 | 0 | 7 | 157 | 266 | −109 | 3 | 15 |
|  | 6. | Vicenza       | 10 | 1 | 0 | 9 | 137 | 308 | −171 | 2 | 6  |

## Play-off
|  | Semifinali | Semifinali    | Semifinali | Semifinali | Semifinali |  |  | Finale        | Finale        | Finale |  |
|  |            |               |            |            |            |  |  |               |               |        |  |
|  | B2         | Colorno       | 15         | 5          | 20         |  |  |               |               |        |  |
|  | A1         | Pro Recco     | 5          | 22         | 27         |  |  | Pro Recco     | Pro Recco     | 5      |  |
|  | A3         | Capitolina    | 23         | 20         | 43         |  |  | Reggio Emilia | Reggio Emilia | 33     |  |
|  | B1         | Reggio Emilia | 27         | 30         | 57         |  |  |               |               |        |  |

### Semifinali
| Arbitro: | Claudio Passacantando (L'Aquila) |

|                        |      |             |
| Barbieri 47’ Magri 72’ | mt   | 12’ Gaggero |
| Eade 47’               | tr   |             |
| Eade 1’                | c.p. |             |

| Arbitro: | Matteo Liperini (Livorno) |

|                           |      |                                                  |
| Belcastro 45’ Bitetti 73’ | mt   | 21’, 27’, 38’ Dell'Acqua 59’ Mandelli 80’ Torlai |
| Bocchino 45’, 73’         | tr   | 59’ Farolini                                     |
| Bocchino 18’, 52’, 65’    | c.p. |                                                  |

| Arbitro: | Emanuele Tomò (Roma) |

|                                   |      |            |
| Noto 16’ Corbetta 42’ Ciotoli 67’ | mt   | 10’ Modoni |
| Agniel 42’, 67’                   | tr   |            |
| Agniel 4’                         | c.p. |            |

| Arbitro: | Vincenzo Schipani (Benevento) |

|                                           |      |                        |
| Dell'Acqua 16’, 39’ du Preez 23’ Ciju 74’ | mt   | 61’ Martire 79’ Cerqua |
| Farolini 39’, 74’                         | tr   | 61’, 79’ Vannini       |
| Farolini 5’, 56’                          | c.p. | 12’, 28’ Vannini       |

### Finale
| Arbitro: | Emanuele Tomò (Roma) |

|             |      |                                                     |
| Torchia 80’ | mt   | 8’ E. Manghi 25’ Mandelli 48’ Cazenave 50’ Farolini |
|             | tr   | 8’, 25’ Farolini                                    |
|             | c.p. | 14’, 18’, 61’ Farolini                              |

## Verdetti
- Reggio Emilia: campione d’Italia serie A, promossa in Eccellenza
- CUS Perugia, CUS Roma, CUS Torino, Paese: retrocesse in serie B